# 斯韦特兰娜·科列斯尼琴科
斯韦特兰娜·康斯坦丁诺芙娜·科列斯尼琴科（俄语：Светлана Константиновна Колесниченко，1993年9月20日—），俄罗斯花样游泳运动员，2016年夏季奥运会集体金牌得主、2020年夏季奥运会双人和集体金牌得主。